# 劉如漢
劉如漢（1642年5月6日—1682年），字倬章、雙山，號卓如、壬鼎，四川省重慶府巴縣人，清朝政治人物、進士出身。

## 生平
順治十六年（1659年）己亥科進士，改翰林院庶吉士，康熙元年（1662年），任吏科右給事中；次年任江西鄉試副考官。后升任禮科給事中、兵科給事中、左僉都御史。康熙十九年，任太常寺卿、大理寺卿。康熙二十年，任江西巡撫。